# Ministère fédéral des Affaires étrangères (Autriche)
Pour les articles homonymes, voir Ministère des Affaires étrangères.
Le ministère fédéral des Affaires européennes et internationales (en allemand : Bundesministerium für europäische und internationale Angelegenheiten, BMeiA) est le département ministériel chargé des relations diplomatiques et avec l'Union européenne de l'Autriche.
Il est dirigé depuis le 3 décembre 2025 par la libérale Beate Meinl-Reisinger.

## Compétences
Le BMeiA est compétent en matière de politique étrangère, notamment les relations diplomatiques, le droit international public, la négociation des traités internationaux, la protection et l'assistance aux expatriés, de relations et de coordination avec l'Union européenne, d'aide au développement, de relations avec les organisations internationales, et du rayonnement de la culture autrichienne à l'étranger.

## Organisation
Le ministère s'organise de la façon suivante : 
- Section I : Affaires générales
- Section II : Section politique
- Section III : Section de la politique économique et d'intégration
- Section IV : Section juridique et consulaire
- Section V : Section culturelle
- Section VI : Section administrative
- Section VII : Aide au développement

## Histoire

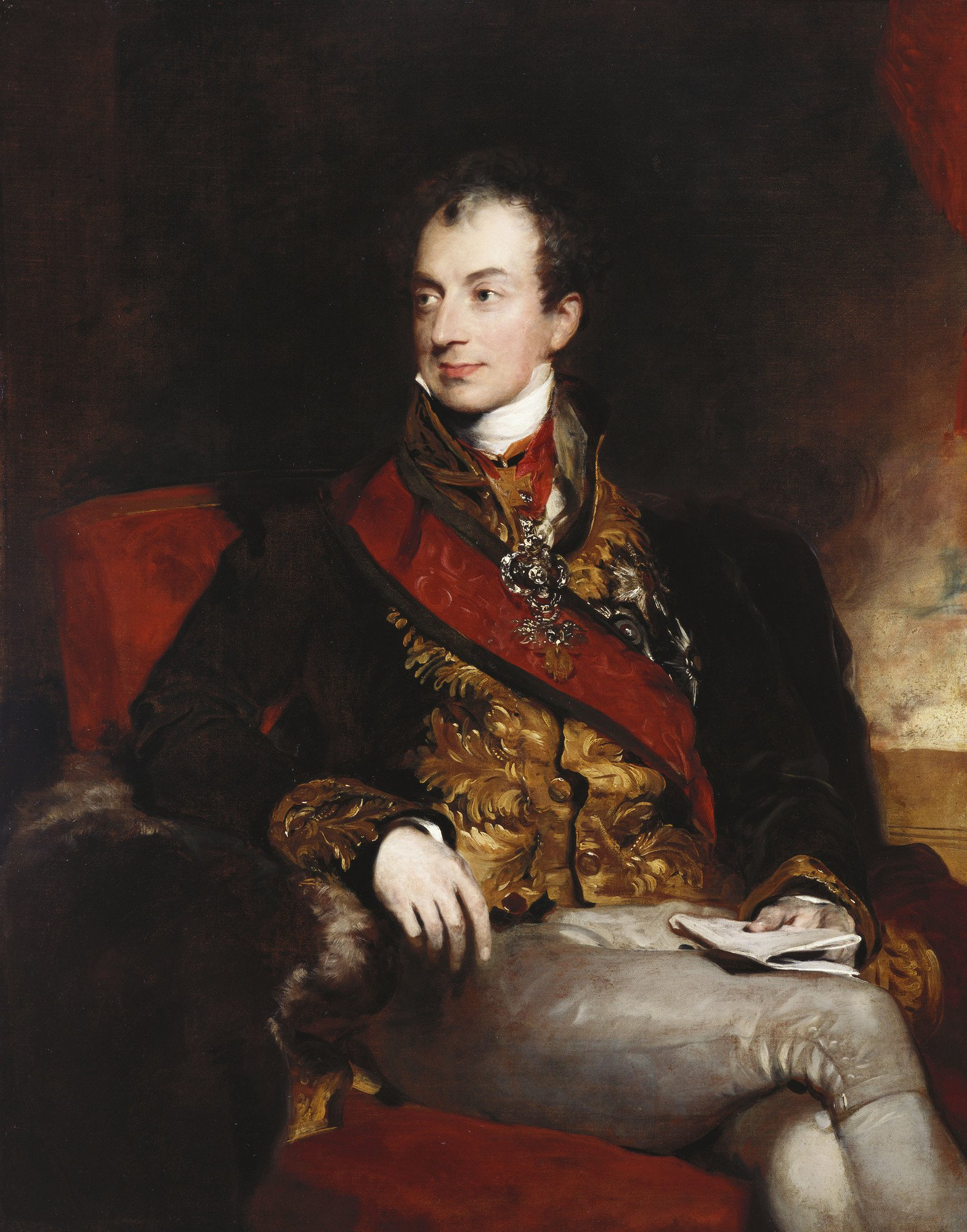
Metternich est ministre des affaires étrangères de 1809 à 1848.

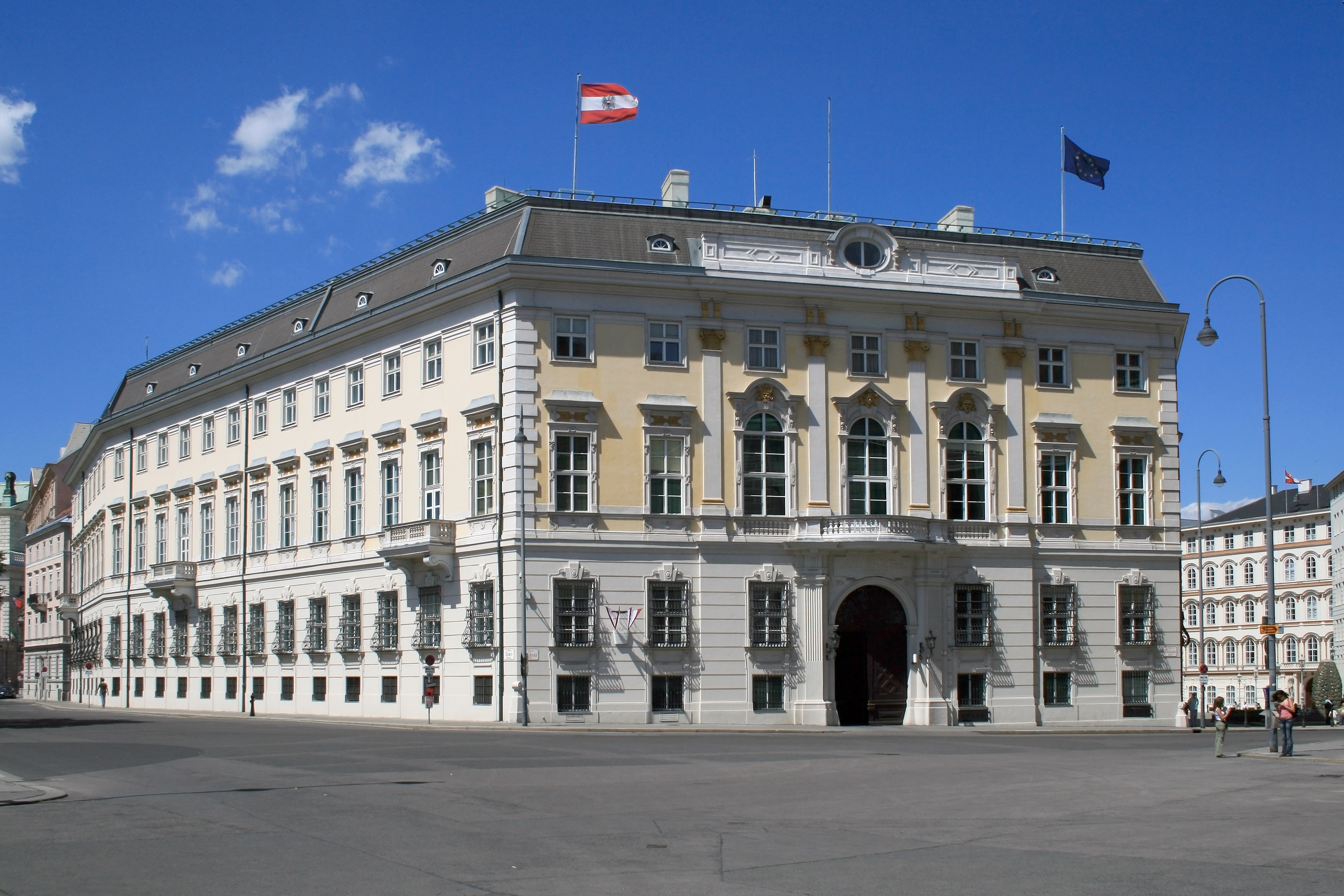
Ballhausplatz, aujourd'hui le siège de la chancellerie fédérale.

L'histoire de la diplomatie internationale est étroitement liée à l'Autriche, et particulièrement la ville de Vienne, qui accueillit entre 1814 et 1815 le congrès des vainqueurs de Napoléon. De même, pas moins de trois conventions internationales ont été signées dans la capitale fédérale sous l'égide de l'Organisation des Nations unies : la convention de Vienne sur les relations diplomatiques en 1961, celle sur les relations consulaires deux ans plus tard, et enfin, en 1969, la convention de Vienne sur le droit des traités.
Le premier service diplomatique de la monarchie de Habsbourg naît en 1720, lorsque l'empereur Charles VI transfère la gestion des relations extérieures au chancelier de la Haute-Cour impériale Philipp Ludwig Wenzel von Sinzendorf. De même, après la proclamation de l'empire d'Autriche en 1804, les affaires étrangères devraient rester de la compétence des monarques et leurs ministres, dont le plus connu Klemens Wenzel von Metternich résidant au Ballhausplatz 2 juste en face de la Hofburg. 
Dans le contexte du Compromis austro-hongrois établi en 1867, le pouvoir exécutif de l'union réelle ne comprend plus que l'empereur et roi, ainsi que les k. u. k. ministres conjoints des Affaires étrangères, des Finances et de la Guerre qu'il a nommés. En 1882, le ministre Gusztáv Kálnoky a essentiellement contribué à la construction de la Triplice ; néanmoins, les liens étroits avec l'Empire allemand limitèrent considérablement les marges de manœuvre. C'était au Ballhausplatz 2, le 23 juillet 1914, où le ministre des Affaires étrangères Leopold Berchtold fit rédiger l'ultimatum à la Serbie provoquant la déclaration de guerre quelques jours après.
Lorsque l'Autriche-Hongrie s'écroule en 1918 et le nouvel État d'Autriche allemande fut proclamé, la politique étrangère passe directement dans le ressort de la chancellerie ; de sorte que l'ensemble des ministres des Affaires étrangères de la Ire République dépendaient de la chancellerie fédérale, voire étaient eux-mêmes chanceliers à partir de 1923. Avec l'annexion de l'Autriche par l'Allemagne nazie (Anschluss) en 1938, la diplomatie autrichienne disparaît purement et simplement.
Bien que la Seconde Guerre mondiale s'achève en 1945 et que le traité d'État, qui rend son indépendance au pays, ait été signé en 1955, il faut attendre 1959 pour que soit rétabli un département ministériel spécifiquement chargé des affaires étrangères. En 2007, la grande coalition dirigée par Alfred Gusenbauer décide de rebaptiser le ministère fédéral des Affaires étrangères de son nom actuel. Il porte entre 2013 et 2020 le titre de ministère fédéral de l'Europe, de l'Intégration et des Affaires étrangères.

## Titulaires depuis 1959

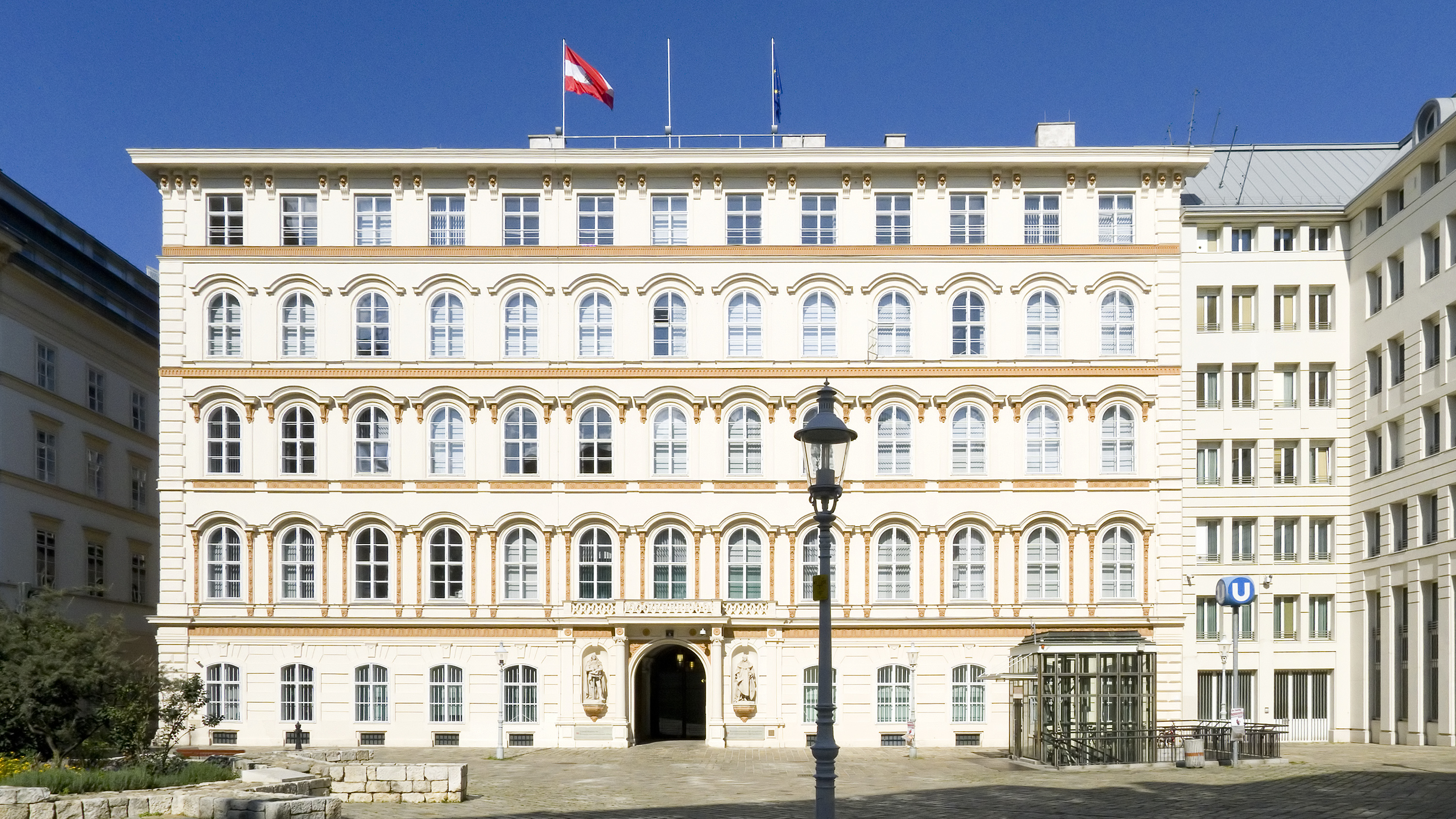
Hôtel du ministre des Affaires étrangères, au 8 Minoritenplatz.

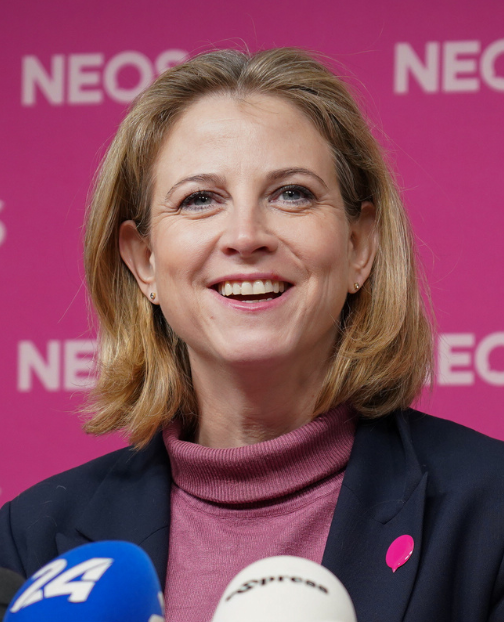
Beate Meinl-Reisinger, ministre fédérale des Affaires européennes et internationales.

| Nom | Nom                    | Dates du mandat | Dates du mandat | Parti    | Gouvernement                           |
| --- | ---------------------- | --------------- | --------------- | -------- | -------------------------------------- |
| | Bruno Kreisky          | 31/07/1959      | 25/10/1965      | SPÖ      | Raab III et IV Gorbach I et II Klaus I |
| | Lujo Tončić-Sorinj     | 19/04/1966      | 19/01/1968      | ÖVP      | Klaus II                               |
| | Kurt Waldheim          | 19/01/1968      | 03/03/1970      | ÖVP      | Klaus II                               |
| | Rudolf Kirchschläger   | 21/04/1970      | 23/06/1974      | Sans     | Kreisky I et II                        |
| | Erich Bielka           | 23/06/1974      | 30/09/1976      | Sans     | Kreisky II et III                      |
| | Willibald Pahr         | 01/10/1976      | 24/05/1983      | Sans     | Kreisky III et IV                      |
| | Erwin Lanc             | 24/05/1983      | 10/09/1984      | SPÖ      | Sinowatz                               |
| | Leopold Gratz          | 10/09/1984      | 16/06/1986      | SPÖ      | Sinowatz                               |
| | Peter Jankowitsch      | 16/06/1986      | 25/11/1986      | SPÖ      | Vranitzky I                            |
| | Alois Mock             | 21/01/1987      | 24/05/1995      | ÖVP      | Vranitzky II, III et IV                |
| | Wolfgang Schüssel      | 24/05/1995      | 04/02/2000      | ÖVP      | Vranitzky IV et V Klima                |
| | Benita Ferrero-Waldner | 04/02/2000      | 20/10/2004      | ÖVP      | Schüssel I et II                       |
| | Ursula Plassnik        | 20/10/2004      | 02/12/2008      | ÖVP      | Schüssel II Gusenbauer                 |
| | Michael Spindelegger   | 02/12/2008      | 16/12/2013      | ÖVP      | Faymann I                              |
| | Sebastian Kurz         | 16/12/2013      | 18/12/2017      | ÖVP      | Faymann II Kern                        |
| | Karin Kneissl          | 18/12/2017      | 03/06/2019      | Sans     | Kurz I                                 |
| | Alexander Schallenberg | 03/06/2019      | 11/10/2021      | Sans/ÖVP | Bierlein Kurz II                       |
| | Michael Linhart        | 11/10/2021      | 06/12/2021      | ÖVP      | Schallenberg                           |
| | Alexander Schallenberg | 06/12/2021      | 03/03/2025      | ÖVP      | Nehammer                               |
| | Beate Meinl-Reisinger  | 03/03/2025      | En fonction     | NEOS     | Stocker                                |
| Titre du portefeuille : - Depuis 2020 : Affaires européennes et internationales (Europäische und internationale Angelegenheiten) |                        |                 |                 |          |                                        |